# 终结者
《终结者》（英語：The Terminator）是1984年的美国科幻驚悚动作片，詹姆斯·卡梅隆执导，盖尔·安妮·赫德制片，卡梅隆、赫德和小威廉·威谢尔编剧，阿诺德·施瓦辛格、迈克尔·比恩和琳达·汉密尔顿领衔主演。影片由汉德尔电影公司制作，猎户座影业发行，主要在洛杉矶取景拍摄。施瓦辛格扮演人称“終結者”的電子人杀手，从2029年返回1984年试图杀死由汉密尔顿扮演的莎拉·康纳。比恩则扮演同样从2029年返回1984年的人类军人，他的目标是保护莎拉。
虽然起初制片公司并未预期电影会获得商业或评论方面的成功，但《终结者》却成功登上美国电影票房排行榜冠军位置并保持了两个星期，不但稳固了施瓦辛格的地位，也让卡梅隆得以成名。在科幻技術與科技倫理的層面上更以此作品為象徵，興起與人工智慧相關的流行文化。本片的成功連帶著五部續集、一部電視劇、漫畫書、小說和電子遊戲。2008年，《终结者》因“文化、历史和审美方面的显著成就”，被美国国会图书馆列入國家影片登記表。

## 剧情
2029年，以天網（SkyNet）为首的人工智能机器正在试图消灭所有幸存下來的人类。天网将一名T-800終結者送回1984年的美國加州洛杉矶，并将其程序目标设定为杀死莎拉·康纳。而人类抵抗军也将一位战士凯尔·瑞斯送回1984年去保护莎拉。終結者根据电话本找到并杀死了两位名为莎拉·康纳的女性，又在一家夜总会找到了真正的目标。就在莎拉将要被終結前，凯尔及时出手救了她，之后两人一起逃离。
凯尔告诉莎拉，在不久的将来，一种叫“天网”的先进人工智能防御网络将产生自我意识，拥有自己的思想并向人类发动了核战争。莎拉尚未出世的儿子约翰·康纳将会把幸存者团结起来，组成人类抵抗军对抗天网和其统领的机器军团。随着战争的进行，局势开始逐渐朝人类一方倾斜，天网于是派出一名終結者回到过去，在约翰出生前杀死莎拉，从而避免自己为人类抵抗军所败。終結者是一种没有情绪沒有恐懼的高效杀戮机械人，拥有刀枪不入的金属内骨骼，但肌肉、皮肤、毛发看起来与人类相同，甚至还会像人类一样流汗、流血和有體臭。只能用狗来辨认出終結者与人类。
終結者很快找上门来，莎拉和凯尔只能继续逃亡，双方展开公路追逐，两人虽然成功逃脱，但也被警察逮捕。凯尔受到犯罪心理学家西尔伯曼博士的审问，后者最后得出的结论是这个年轻人有幻觉和妄想症。莎拉则受到了警督特拉克斯勒和警探尤科维奇的审问，他们认为那个所谓的机械杀手不过是一个穿上了防弹衣的人。此时終結者攻击警察局，杀死了包括特拉克斯勒和尤科维奇在内的众多警察，而莎拉和凯尔则趁乱离开并逃到了一间汽车旅馆。凯尔向莎拉告白，表示自己很久以前就拿到过一张她的照片，是约翰送给自己的，之后很快他就看着这张照片爱上了她。莎拉对此很感动，于是两人发生了性关系。
終結者又来到汽车旅馆，凯尔和莎拉坐上一辆小货车继续逃亡，終結者骑上一辆重型機車在后面紧追不舍。凱尔试图用自制炸弹炸毁終結者但反被对方打伤，莎拉用卡车撞倒了終結者和摩托车，但貨车也失去控制而翻车。終結者被一辆满载可燃液体的大卡车壓過下肢，但还是爬起来抢过那辆卡车继续追逐。凯尔将一个自制炸弹点燃后放到了卡车後面的輸送管，卡车爆炸，两人可以看到終結者打开车门走出来，倒在熊熊烈火中。凯尔和莎拉拥抱在一起，但此时終結者又一次站了起来，其毛皮、皮肤和肌肉都烧掉了，只剩下里面的合金鋼骨架，并继续朝莎拉逼近。两人逃进了一间工廠，凯尔用一根金属管连续猛击終結者，但被它一拳打倒在地。終結者以为他已经昏迷，于是从他身边走过准备继续追杀莎拉。但这个时候凱尔爬了起來突然把最后一个自制炸弹插入終結者的骨架，猛烈的爆炸毁掉了終結者的下半身，但凱尔閃避不及也因此丧命，莎拉也受了伤。然而，只剩下上半身的終結者仍然爬着试图要終結莎拉，最后莎拉用液压机把終結者压扁而得以幸存。
几个月后，怀孕的莎拉开车出现在墨西哥。她一路上对着录音机给自己尚未出世的儿子约翰留言，但有些拿不定主意是否应该告诉儿子说凯尔就是他的父亲。一个男孩走上前来给她拍了张照片，她也买了下来——原来这就是那张约翰将会送给凯尔的照片。

## 主要演员
- 阿诺德·施瓦辛格 饰 T-800魔鬼終結者[註 1]，一個偽裝成人類的電子人殺手，从2029年返回1984年试图杀死莎拉·康纳。
- 琳达·汉密尔顿 饰 莎拉·康纳（Sarah Connor），一位年輕的餐廳女服務員，終結者的刺殺目標，同時也是未來的反抗軍首領約翰·康纳的母親。
- 迈克尔·比恩 饰 凱爾·瑞斯（Kyle Reese），在未來是抵抗天網的反抗軍戰士，被及時送回過去保護莎拉，同時也是約翰·康纳的父親。（但凱爾也並不知情）
- 保罗·温菲尔德 饰 艾德·特拉克斯勒（Ed Traxler），一名洛杉磯警察局警督，試圖保護遭到刺殺的莎拉。
- 兰斯·亨利克森 饰 哈尔·尤科维奇（Hal Vukovich），一名洛杉磯警察局警員，负责审问凱爾。
- 阿尔·伯恩（英语：Earl Boen） 饰 西尔伯曼医生（Dr. Silberman），一位犯罪心理学医生。
- 貝絲·莫塔（英语：Bess Motta）飾 金潔（Ginger），莎拉的室友，終結者誤將她當成莎拉後將其殺害。
- 瑞克·羅索維奇（英语：Rick Rossovich）飾 馬特（Matt），金潔的男朋友。

其他演員包括肖恩·謝普絲（Shawn Schepps）飾演莎拉在餐廳的同事南希（Nancy）；迪克·米勒飾演槍械店老闆；職業健美運動員佛朗哥·哥倫布飾演在未來世界出現的終結者；比爾·派斯頓和布萊恩·湯普森飾演龐克混混；瑪麗安·穆勒萊飾演一名和莎拉·康纳同名同姓的女人；瑞克·艾洛飾演夜總會的保鏢；小威廉·威許爾飾演一名警察，負責追捕肇事逃逸的瑞斯。

## 主题
达里安·里德（Darian Leader）认为《终结者》是电影中处理阳刚之气问题的一个典范，他认为这部电影表明，成为一个男人需要的不仅仅是一个男性的躯体，还需要一些象征性的东西，并且这些东西最终来说并不是人类所必须的。从这个角度上，他认为《终结者》与《无敌金刚》和《机械战警》类似。电影还引发了一些圣经和神学方面的主题。

## 制作

### 发展
导演詹姆斯·卡梅隆于电影《食人鱼2：繁殖》上映期間在罗马得了一场病。期间他做过一个奇怪的梦，梦里有一个爆炸后留存的金属躯干拿着一把菜刀朝自己爬过来:34。回到加利福尼亚州的波莫纳后，他呆在一位朋友家里并开始编写《终结者》的草稿:35。卡梅隆之后表示他在撰写这个剧本的过程中受到了1950年代科幻电影和1960年代的电视剧《外空界限》以及包括《虎口拔牙》和《疯狂的麦克斯2》在内的当代电影影响:15, 20。草稿完成后，卡梅隆请来自己的朋友比尔·威谢尔，并告知了自己对一些有关莎拉·康纳和警察局场景的构想。由于威谢尔住的地方距离很远，所以两人会通过录音磁带和电话进行交流。
卡梅隆的經紀人很讨厌这个《终结者》的点子，并告诉他应该做些別的事。于是卡梅隆炒了自己經紀人的鱿鱼:36。剧本最初的故事大纲中设计有两位从将来送回过去的終結者，第一位与电影中的类似，第二位则是个无法用常规武器消灭的液态金属電子人:110。卡梅隆想不出一个好办法来描述这个机器人，表示自己能够在脑海中想象出来，但却无法使用当时的技术手段实现:110-111。于是故事中去掉了另一个終結者，电影中也就只有一个終結者:111。液态金属終結者和两个終結者的构思将在1991年上映的续集《终结者2：审判日》中出现，其中液态金属終結者“T-1000”由罗伯特·帕特里克扮演。

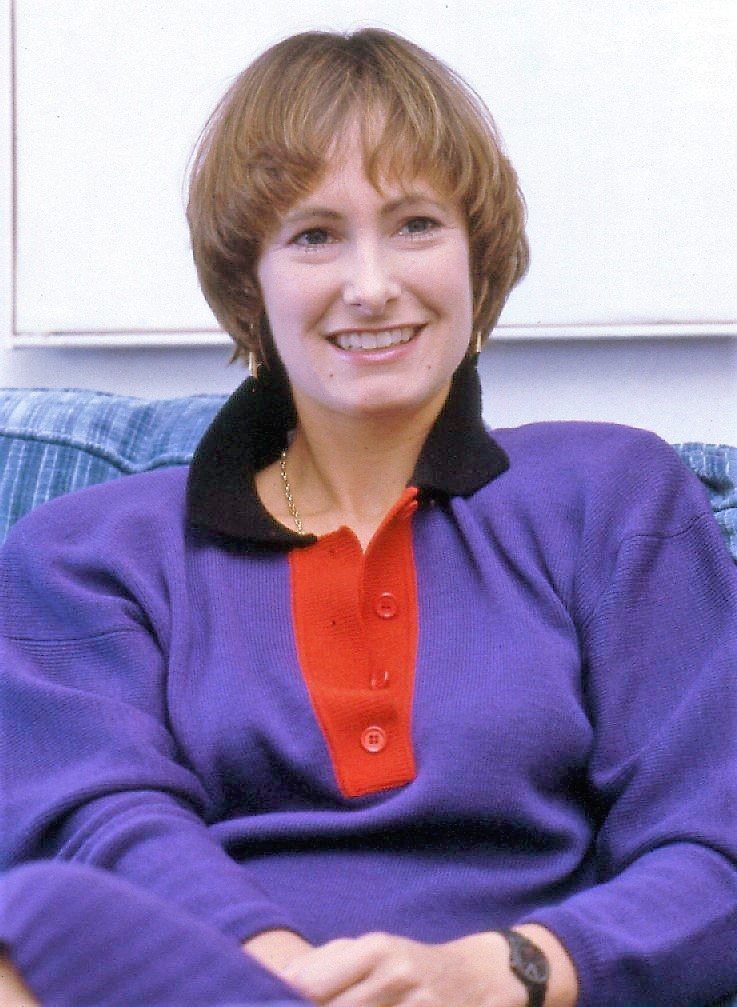
盖尔·安妮·赫德以1美元的价格从詹姆斯·卡梅隆手中买下了《终结者》的电影版权

曾在新世界影业为罗杰·科曼担任助理的盖尔·安妮·赫德表现出对这一项目的兴趣:36。卡梅隆以1美元的价格把《终结者》的版权卖给赫德，但有一个条件，必须由卡梅隆亲自执导。作为制片人，赫德建议对剧本做一些编辑，并且成为影片编剧中的一员，不过卡梅隆曾声称赫德“并没有真的动过笔”:37。卡梅隆和赫德有一位朋友之前曾与罗杰·科曼合作，如今他已在猎户座影业工作。猎户座影业同意，只要卡梅隆都从别的地方获得所需要的财政支持，公司将提供发行网络。汉德尔电影公司的制片人约翰·戴利（John Daly）表示了对这个剧本的兴趣，双方于是安排会谈。
卡梅隆希望能在此次会谈上成功说服戴利敲定合作意向，于是他请自己的朋友兰斯·亨利克森提前到达会场，打扮成終結者的模样。这天在会议开始以前，亨利克森就来到了会议室，只见他身穿皮夹克，牙齿上包有金箔，脸上有刀伤（假的），先用脚踢开门，然后一屁股坐在椅子上。随后不久卡梅隆到达，在他说明后被吓到的众人也松了一口气。戴利对剧本和卡梅隆的草图以及卡梅隆对这部电影的热情留下了深刻的印象:38。1982年末，戴利终于同意与HBO和猎户座一起对电影提供资金:38-39。《终结者》最初的预算金额为400万美元，之后提高到了650万美元:6。

### 前期制作
卡梅隆的首项任务是找个人来扮演凯尔·瑞斯。猎户座影业希望能找个在美国的知名度正稳步上升，并且有一幅外国人长相的影星。公司的创始人与阿诺德·施瓦辛格见了面，并将《终结者》的剧本交给了后者的經紀人:39。卡梅隆对找施瓦辛格来演瑞斯有些疑虑，因为他觉得自己会需要找位个头更大的家伙来扮演終結者。公司提议请O·J·辛普森，但卡梅隆觉得没有人会相信辛普森是个杀手:40。
卡梅隆与施瓦辛格会面时，后者开始谈起有关如何扮演一个恶棍的问题。卡梅隆觉得很有意思，于是要求对方暂时别说话并且别动，自己开始在记事本上素描对方的脸:40。然后卡梅隆找到戴利表示施瓦辛格不能演瑞斯，因为“他能演个他妈最好的終結者”:41。施瓦辛格对这部电影并不感到兴奋，在的片场接受一场采访时，记者问起他的一双为《终结者》准备的鞋子，施瓦辛格回答，“哦，是我正准备演的一部什么烂片，大概要花两个礼拜吧。”不过嘴上这么说，施瓦辛格还是为出演終結者一角进行了三个月的武器训练，以便能够自如地使用它们，而且也不会因为旁边有武器而感到不自在:41。
对瑞斯一角有过很多不同的建议，其中包括摇滚乐歌手史汀:42，卡梅隆最后选择了迈克尔·比恩。比恩起初对这个角色持怀疑态度，觉得这电影很愚蠢。不过与卡梅隆会面后，比恩表示自己“改变了对这个项目的感觉”:42。赫德表示“几乎其他所有来参加试镜的人看起来都太强硬，让你绝对没法相信这里面会有什么人类情感建立（在莎拉·康纳和凯尔·瑞斯之间）。从相爱来说，他们相处的时间太短了。来了很多人，但实在是不合适”:43。
剧本的开头几页将莎拉·康纳的特点描述为“19岁，娇小柔弱，漂亮但也有缺陷，不会让人觉得难以接近。她走进聚会现场时，大家不至于会停下来看她。但你会想要认识她。她的脆弱中有一股力量，虽然她自己并不知道”:44。卡梅隆选择了刚刚完成《镰刀梦魇》拍摄工作的琳达·汉密尔顿出演这个角色:45。罗姗娜·阿奎特之前曾参加试镜。由于兰斯·亨利克森在为影片寻求预算支持的过程中起到了不可或缺的作用，卡梅隆请他来扮演洛杉矶警察局的哈尔·尤科维奇警探:46。对于电影的特技镜头，卡梅隆想请之前曾参与《教父》和《出租车司机》的迪克·史密斯（Dick Smith）负责制作，但对方没有接受，而是推荐了自己的朋友斯坦·温斯顿:50。

### 拍摄
《终结者》的拍摄工作计划于1983年初在多伦多启动。但迪诺·德·劳伦提斯提出了之前与施瓦辛格拍摄《野蛮人柯南》时所签订的合约，这导致后者必须先完成《毁灭者柯南》的拍摄后才能继续参演《终结者》，这一过程需要9个月的时间。在这段时间里，卡梅隆对《终结者》的剧本进行改善，又接了笔为《第一滴血2》撰写剧本的生意，还与制片人大卫·盖勒和沃尔特·希尔会面讨论为《异形》拍摄一部续集:46-49。
猎户座影业对电影提出了两点建议，第一个是为瑞斯增加一条电子犬，卡梅隆拒绝了这个建议；另一个是增进莎拉和卡尔之间的感情，这点获得了卡梅隆的同意:23。在对終結者的外形进行设计的过程中，温斯顿和卡梅隆在多个草稿间反复，最后决定采用的设计与卡梅隆还身在罗马时所做的设计几乎完全相同:50-51。温斯顿手下有7位艺术家，他们一起工作了6个月来制作終結者的模型。这个模型首先是用黏土制成，成型后换成有钢架支持的石膏，再经过打磨，彩绘和镀铬处理。温斯顿还用硅树脂、黏土和石膏分别雕刻了施瓦辛格多个面部表情的复制品:51。
电影中2029年和静态的特技镜头都是由小吉恩·沃伦（Gene Warren Junior）带领的一个名叫“幻想II”（Fantasy II）的特技效果公司制作:24，涉及合金骨架的镜头都使用了一个静态模型。卡梅隆希望让观众相信，这个骨架模型的确有能力做到那些他们看到施瓦辛格所做到的事情。为了满足这个要求，他们拍摄了一个施瓦辛格被卡车压过脚部后一瘸一拐继续前进的镜头，这降低了用模型模拟施瓦辛格动作的难度:25-26。出现在电影海报上的枪是一支经艾德·雷诺兹（Ed Reynolds）改进过，带有激光瞄准功能的手枪。并且既制作了带有这一功能的道具，也制作了没有这一功能的。在电影拍摄期间，激光二极管由于需要较高的电力供应因此还没有应用到枪支上，电影中的氦氖激光使用的是外接的电源供应，阿诺德·施瓦辛格必须手动将其启动。
1984年3月，影片开始在洛杉矶展开制作:51。卡梅隆觉得有施瓦辛格在片场，电影的风格也变了，一些原本应该是很可怕的镜头现在都变得有些太华丽了:30-31。《终结者》的大部分动作戏都是在夜间拍摄的，这导致拍摄时间表在日出前都非常紧。影片开拍前一周，琳达·汉密尔顿扭伤了脚踝，剧组于是将需要她跑起来的镜头安排到以后她方便的时候再拍。汉密尔顿的脚裸每天都要用胶带绑起来，整部电影的大部分拍摄时间里她都处在疼痛之中:52。
由于语言上的障碍，施瓦辛格曾试图把“我会回来的”（I'll be back）这句台词换掉。2012年10月1日他在接受《早安美国》采访时表示，他当时很难发出“我会”（I'll）这两个字的正确发音，想请导演詹姆斯·卡梅隆将之换为“我就会回来的”（I will be back）。卡梅隆拒绝了这个要求，于是施瓦辛格练习了很多遍。他将在以后的职业生涯中再把这句台词说上许多遍。

### 后期制作
《终结者》的主体拍摄完成后还需要拍摄一些用于后期制作的镜头。这其中包括終結者出现在莎拉·康纳公寓外，瑞斯被装入裹尸袋，終結者的头部被压扁等镜头。电影的原声音乐是由布拉德·菲德尔创作的合成音乐，他将之描述为“一个机器人和他的心跳”。电影中几乎所有的音乐都是现场表演的:36。終結者的主题在片内有多次演奏，首先是片头字幕，其它时段出现时则有些不同。如瑞斯去世时是一个节奏放慢的版本，两人发生性关系时则是钢琴演奏的版本。菲德尔原本还为瑞斯和康纳逃出警察局的桥段创作了一段“英雄时刻”风格乐曲，但卡梅隆没有接受，因为他相信这会导致观众的兴奋度减弱。《终结者》的电影原声带于1984年发行。

## 发行

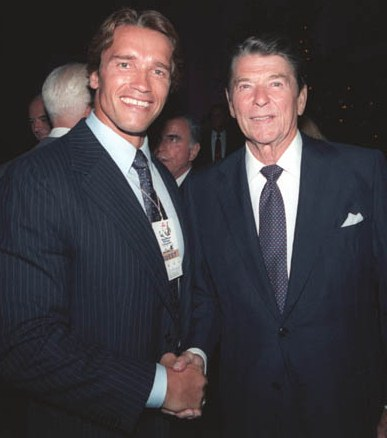
1984年，《终结者》上映两个月前，施瓦辛格与美国总统罗纳德·里根在一起

猎户座影业对《终结者》在商业上的表现没有信心，很担心会遭到较为负面的评价:53。在电影的一次早期试映时，演员们的經紀人坚持要求制片人安排将电影向影评人放映。猎户座只为电影主办了一次媒体放映场:53。影片于1984年10月26日首映，首周共在1005家电影院收入402万零663美元，登上票房榜首位并且还保持了一星期，到第三星期下滑到了亚军位置。
作家哈兰·艾里森表示自己“爱这部电影，对之交口称赞”:41，但认为影片的剧本是基于他创作的《外空界限》集數《士兵》改编的。猎户座影业付了一笔数额未知的款项给艾里森，并且确认会在以后发行的电影拷贝中列出他的名字。还有些意见认为艾里森创作的另一集《外空界限》——《透明手惡魔》——的故事也遭到了电影的剽窃:54:16:77，但艾利森明确地否认了这一说法。
卡梅隆反对猎户座付钱给艾里森，但公司告诉他如果不同意这个协议，那么要是艾里森告上法庭而公司败诉，卡梅隆将要赔偿所有的损失:54。卡梅隆表示自己“除了接受协议外别无选择。而且这里面当然还会有禁言令，所有我不能把里面的乾坤透露出来，但现在老实说我不在乎了。这是事实。哈兰·艾里森就是个可以来亲我屁股的寄生虫”:54-55。

### 市场营销
《终结者》上映后出现了许多周边衍生产品。肖恩·赫特森（Shaun Hutson）所撰写的电影改编小说于1984年出版。1988年9月，NOW漫画发行了基于电影创作的漫画。黑马漫画也于1990年发行了基于电影的漫画，其时间段处于电影中的事件发生39年后:252。从1991至1993年，任天堂和世嘉公司的多种平台上都发布了基于《终结者》的电子游戏。此外1984年还发行了电影的原声带，其中包括布拉德·菲德尔谱写的配乐和片中夜总会桥段所使用的流行和摇滚歌曲。

### 家用娱体

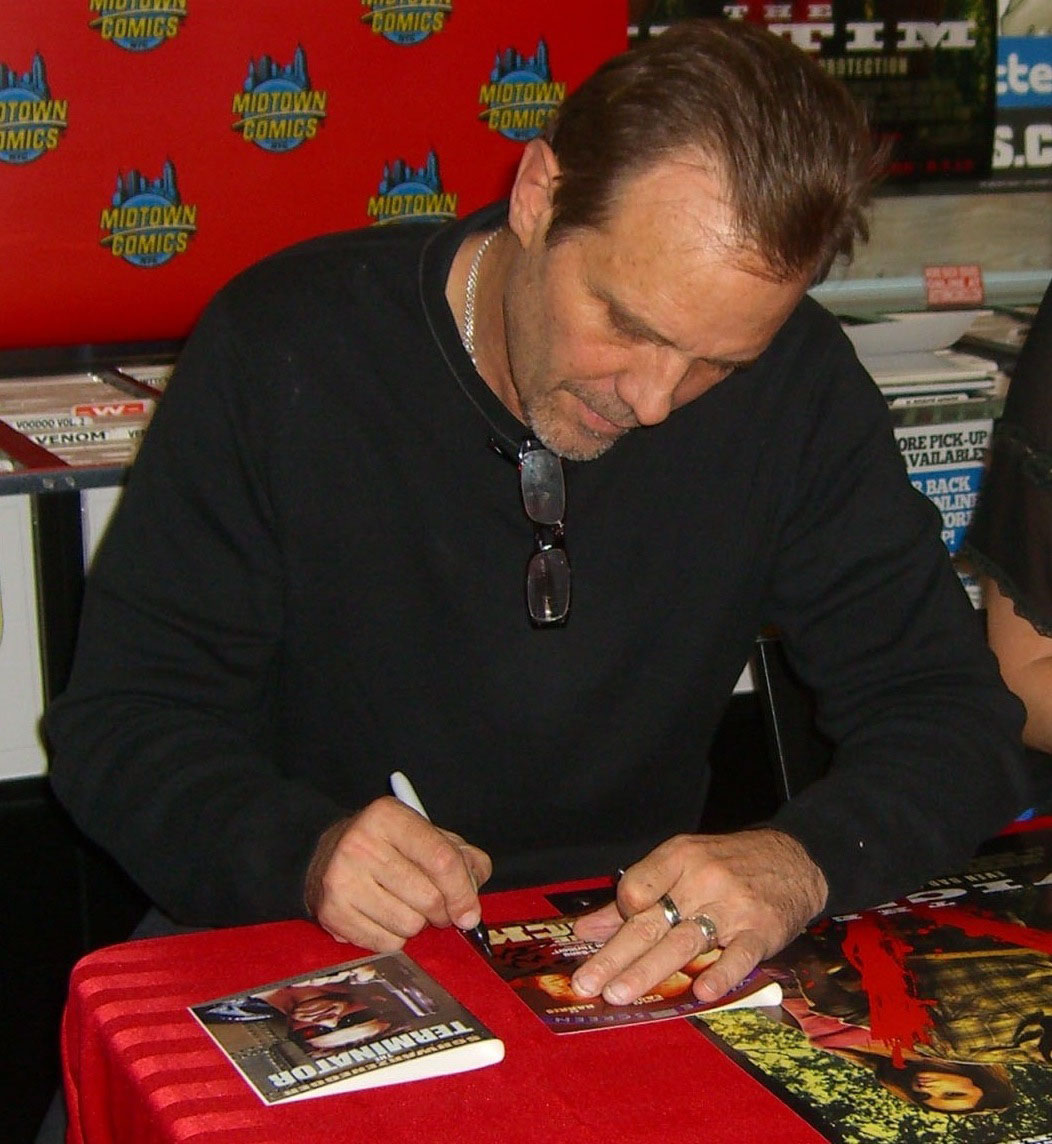
2012年8月23日，迈克尔·比恩出现在曼哈顿一家商品为电影DVD签名

《终结者》于1985年发行了VHS和Betamax两种格式的录像带。其初次发行销售势头良好。第一周在录像带出租榜上名列第35位，销售榜上名列第20位；第二周就已上升到出租榜的第4位和销售榜的第12位。1995年3月，《终结者》发行了镭射影碟。1997年9月3日首度发行DVD，IGN称这张DVD“相当简陋……只有单声道，而且还有点转印不良的感觉”。
米高梅公司收购宝丽金电影娱乐公司1996年以前的电影片库后，于2001年10月2日发行了本片的特别版DVD，其中包括多部纪录片、剧本和电影的宣传广告。2001年1月23日，香港市场上发行了电影的VCD版本。2006年6月20日，索尼在美国发行了电影的蓝光影碟。2012年末，影片通过米高梅公司再次发行蓝光影碟，与索尼2006年的蓝光版本相比提高了清晰度，修订了色彩分级，还增加了删除镜头和制作特辑等内容。

## 评价与影响
对《终结者》的正面评价集中在动作镜头和快速的步伐上。《综艺》称赞这是一部“炽烈的电影连环画，充满炫目的电影制作，宏大的气势，扎实的表演和一个令人信服的故事......施瓦辛格是扮演一个机器般少言寡语角色的完美人选”。《时代》的理查德·科利斯（Richard Corliss）认为影片拥有“足够多娴熟的科幻黑色电影手法来让邪典迷和动作迷满意”，《时代》也将《终结者》评为1984年的十大佳片之一:53。
《洛杉矶时报》称影片是“充满了各种血腥内容的一部精力旺盛的惊悚片……其中拥有燃油喷射式的追逐场面，巧妙的特技效果和狡黠的幽默:53。《密尔沃基日报》（Milwaukee Journal Sentinel）给予影片三星的评价，称其为“自《异形》以来最令人不寒而栗的科幻惊悚片”。《橘郡海岸》（Orange Coast）上的一篇评论认为“《终结者》与众不同的地方在于其不懈的张力。从一开始就全部都是动作和暴力，根本没有花时间来把故事展开......它就像是一个精简化过的《肮脏的哈里》（Dirty Harry）系列电影，完全没有爆炸，只有枪，枪以及更多的枪”。1985年5月出版的一期《神奇电影》（Cinefantastique）称本片“既具原创性，又有衍生性......自《疯狂的麦克斯2》以后还没有哪部电影发展出这么多旺盛的风格”，而且是“一个最好科幻恐怖片的典范......卡梅隆单刀直入没有废话的手法将让它成为抢手商品”:62。英国的《每月电影通报》（Monthly Film Bulletin）称赞了电影的剧本、特效、设计和施瓦辛格的表演:62-63。
其它评论关注电影的暴力程度和情节陈述的品质。《纽约时报》认为这是一部“有天赋，非常有天赋的B级片......有悬念和个性，只有那些强制性的打斗流血让人的感觉变得有些迟钝。其中后者实在是有些太多了，大量的追车，混乱的枪战，施瓦辛格先生还会把任何挡在他去路前的东西残忍地清除”。不过，《匹兹堡新闻》（Pittsburgh Press）给出了较为负面的评价，称这只是“又一部像《狠将奇兵》和《银翼杀手》一样努力想要显示自己扑朔迷离的丑陋电影”。《芝加哥论坛报》给予电影两星评价，认为在电影“向他人展示可怕的暴力和悬疑时也取笑了自己，这种精神分裂式的风格还真是有帮助，正好在科幻剧情太迟缓或台词太做作的时候提供了一点点幽默感”。《发言人评论报》（The Spokesman-Review）称本片“耸人听闻，暴力十足，哗众取宠，自命不凡”。
《终结者》赢得了三项土星奖，分别是最佳科幻电影、化妆和编剧。1991年，《娱乐周刊》的理查德·斯科利（Richard Schickel）评论了本片并将之评为A级，表示这部“最初似乎有点夸大的大片，如今看来还是一部蛮好的小电影”，并称其为“1980年代最具原创性的电影之一，而且看起来很可能会一直是历史上最优秀的科幻电影之一”。Film4给予本片五星评价，称这部“将詹姆斯·卡梅隆和阿诺德·施瓦辛格的职业生涯送入平流层的科幻动作惊悚片仍然有着没完没了的娱乐性”。《电视指南》给予影片四星评价，称其是一部“效率高到让人惊讶的电影，并且考虑到那低额的预算，（这一表现）更是双倍地令人印象深刻……对于我们的钱来说，这部电影远远胜过它那超级卖座的高预算续集”。《帝国》给予《终结者》五星评价，称片中終結者正在处决目标的场景让观众高效地感受到摄人的胆寒滋味。电影数据库Allmovie给予影片5星评价，称该片“建立了詹姆斯·卡梅隆在动作、特效和准神话级叙事纠葛方面的大师地位，同时将阿诺德·施瓦辛格转变为1980年代的硬汉明星。《哈利韦尔电影指南》（Halliwell's Film Guide）形容本片“华而不实而且有些讨厌，但不可否认仍是一场引人注目的漫画般的历险”。
根据烂蕃茄上收集的47篇专业评论文章，所有47篇都给出了“新鲜”的正面评价，“新鲜度”达100%，平均得分8.6（最高10分）。而根据Metacritic上收集的11份评价，其中10份给出好评，1篇褒贬不一，平均得分84（满分100）。《终结者》也获得了美国影艺协会的肯定，在其2001年评选的AFI百年电影史百大惊悚电影中名列第42位，这个名单评选的是美国100年电影史上最令人心跳加速的电影；終結者一角也在2003年评选的AFI百年电影史百大银幕英雄与恶魔的恶魔榜上名列第22位；阿诺德在片中的台词“我会回来的”（I'll be back）还在2005年评选的AFI百年电影史百大经典台词中名列第37位。2005年，《全面电影》将《终结者》评为史上最佳电影的第72名。2008年，《帝国》杂志将《终结者》选入史上500部最伟大电影行列，并将終結者一角在100个最伟大的电影角色中排在第14位。2008年，《终结者》因其“文化、历史和审美方面的显著成就”，被美国国会图书馆列入國家影片登記表。